# Tombuctu
Tombuctu (em francês: Tombouctou; em songai: Tumbutu; também conhecida por seu nome em inglês, Timbuktu) é uma cidade no centro do Mali, capital da região de mesmo nome. Apesar de não mostrar o esplendor da sua época áurea, no século XIV, e estar a ser engolida pela areia do deserto do Saara, ainda tem uma importância tão grande, como depósito de saber, que foi inscrita pela Organização das Nações Unidas para a Educação, a Ciência e a Cultura (UNESCO), em 1988, na lista do Património Mundial.
A prestigiada universidade corânica de Sancoré, onde 50 000 sábios muçulmanos ajudaram a espalhar o Islão através da África Ocidental, ainda funciona, embora com um número mais reduzido: 15 000 estudantes. Tombuctu alberga, ainda, o famoso Instituto Ahmed Baba, com a sua colecção de 20 000  manuscritos árabes antigos, que retratam mais de um milénio de conhecimento científico islâmico e vários madraçais. A cidade tem três mesquitas principais: Djingareiber, construída de barro em 1325, Sancoré e Sidi Iáia.
Tombuctu foi inscrita em 1990 na Lista do Património Mundial em perigo.

## Resumo histórico
Tombuctu foi fundada cerca do ano 1100 pela sua proximidade com o rio Níger para servir às caravanas que traziam sal das minas do deserto do Saara para trocar por ouro e escravos trazidos do sul por aquele rio. Em 1330, Tombuctu fazia parte do poderoso império do Mali, que controlava o lucrativo negócio do sal por ouro em toda a região, estando ligada à cidade de Jené através do comércio do sal, de cereais e do ouro. A sua função comercial era acompanhada de uma função militar. Dois séculos mais tarde, Tombuctu atingiu o seu apogeu sob o Império Songai, tornando-se um paraíso para os estudiosos e a capital espiritual dos finais da dinastia de Ásquia (r. 1493–1591). Tombuctu, que foi habitada por muçulmanos, cristãos e judeus durante centenas de anos, foi sempre um centro de tolerância religiosa e racial.
As culturas locais - songai, tuaregue e árabe– misturaram-se, mas conservaram as suas distintas tradições. Essa idade de ouro terminou no século XVI, quando um exército marroquino destruiu o Império Songai. O domínio do comércio com África pelos navegadores europeus foi mais uma razão para o declínio de Tombuctu. O plano actual da cidade é do século XIX. Cinco bairros repartem-se no espaço urbano rodeado por uma muralha de cinco quilómetros. Nesta cidade comercial, é dada uma grande importância ao espaço dedicado aos mercados e aos lugares públicos. Uma parte da cidade de Tombuctu já caiu devido às tempestades de areia do Saara.
A desertificação e a acumulação de areia trazida pelo vento seco harmattan já destruíram a vegetação, o abastecimento em água e muitas estruturas históricas da cidade. Depois de Tombuctu ter sido inscrita na lista do Património Mundial em Perigo, a UNESCO iniciou um programa para conservar e proteger a cidade.

## Centro de aprendizagem
Durante o começo do século XV, foram criadas várias instituições islâmicas. A mais famosa delas é a mesquita de Sancoré, conhecida atualmente por Universidade de Sancoré. Enquanto o islamismo era praticado nas cidades, nas zonas rurais locais a maioria não seguia as tradições muçulmanas. Seus líderes eram muçulmanos, interessados no avanço econômico, ao passo que a maioria da população era de "tradicionalistas".

### Universidade de Sancoré

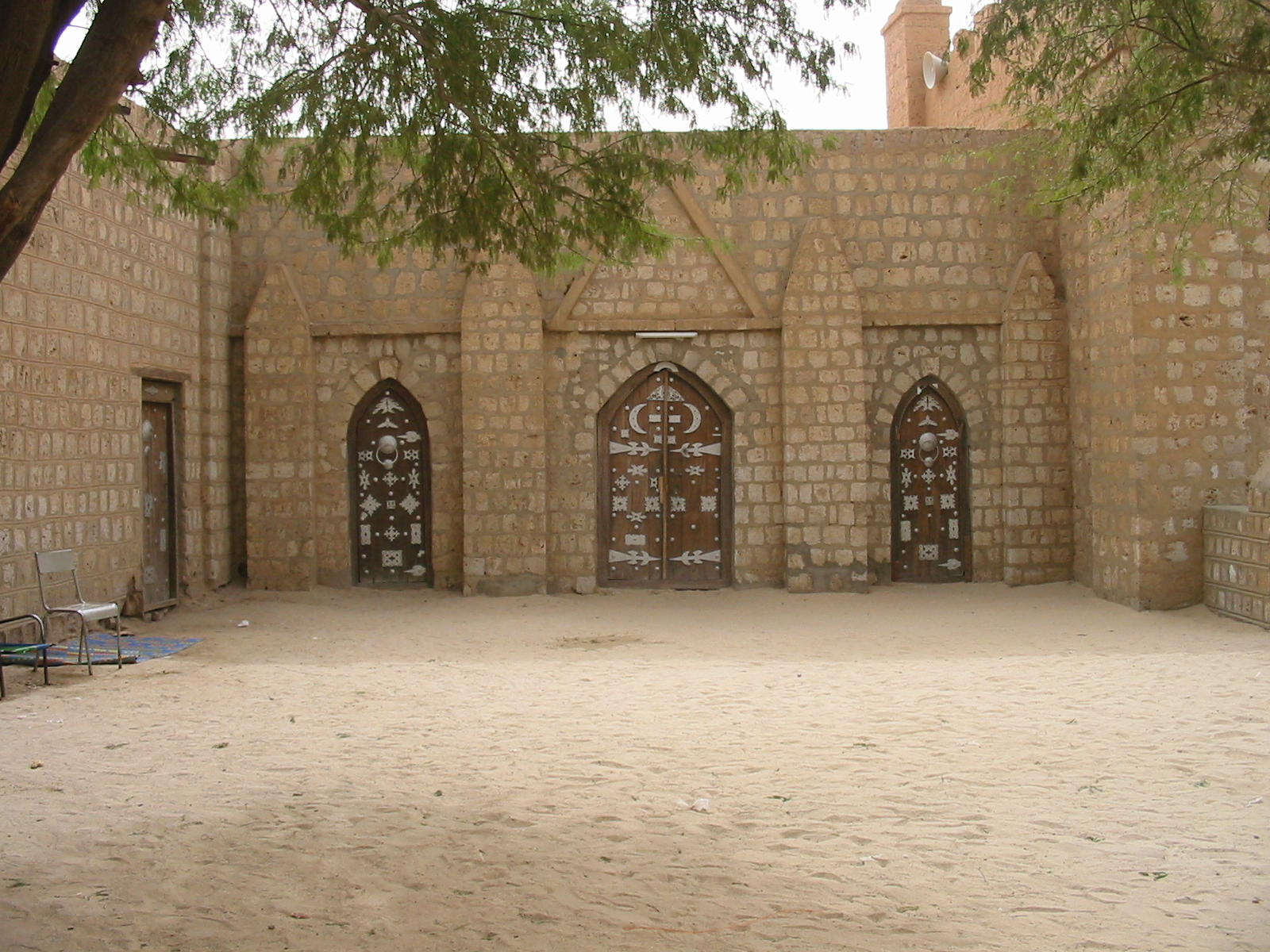
Mesquita de Sancoré

No centro da comunidade escolar islâmica, a Universidade de Sancoré se organizava de forma diferente das escolas medievais europeias, sem uma administração central, registros de estudantes, ou cursos prescritos para estudo. Era composta, basicamente, por outras escolas ou "faculdades" independentes, cada qual com seu mestre. Os estudantes ligavam-se a um único professor e os cursos eram oferecidos em pátios abertos dentro das instalações da instituição ou em residências fechadas. As escolas dedicavam-se a ensinar o Alcorão e outros campos de conhecimento, tais como a lógica, a astronomia e a história. A venda e compra de livros chegou a ser mais lucrativa do que o comércio de ouro e escravos. Entre os melhores alunos, professores e pedagogos, estava Amade Baba, personagem histórico frequentemente citado no História do Sudão e em outros livros.